# ミハイル・アレクサンドロヴィチ (1878-1918)
ミハイル・アレクサンドロヴィチ（ロシア語: Михаи́л Алекса́ндрович, ラテン文字転写: Mikhail Aleksandrovich, 1878年12月4日（ユリウス暦11月22日） － 1918年6月13日）は、ロシア大公。ロシア皇帝アレクサンドル3世と皇后マリア・フョードロヴナの第4皇子。一般にはミハイル大公として知られる。

## 生涯

### 幼少期

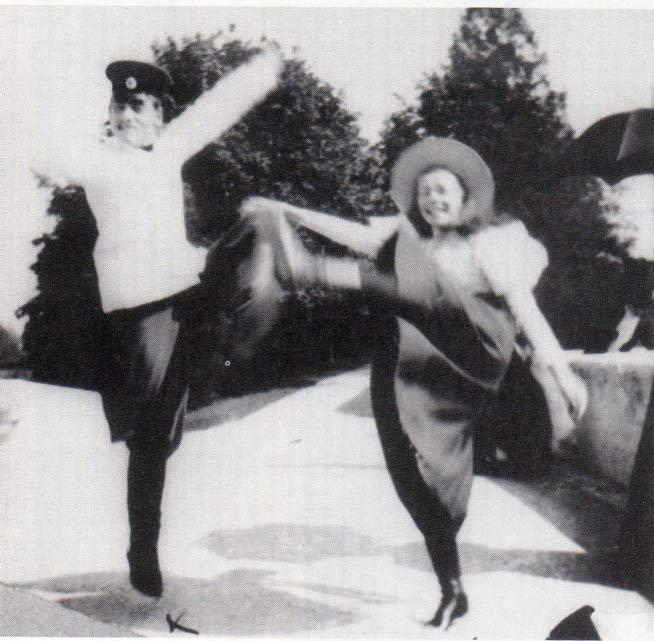
ミハイルとオリガ

1878年にアレクサンドル3世の第4皇子としてアニチコフ宮殿に生まれる。3年後の1881年3月13日、祖父アレクサンドル2世が暗殺されたことにより、父が皇帝に即位した。即位後、アレクサンドル3世は家族の身の安全を確保するため、ミハイルたちをサンクトペテルブルク南西のガッチナ宮殿に移した。ミハイルは両親や兄妹から「ミーシャ」と呼ばれ育った。ミハイルは兄妹たちと共に厳しい生活を送り、夜明けとともに起床し冷水で顔を洗い質素な朝食を食べていた。また、乳母エリザベス・フランクリンの教育を受け、彼女から英語を学んだ。
ミハイルは妹オリガ大公女と仲が良く、ガッチナ宮殿の周辺の森に頻繁にハイキングに出かけていた。また、この頃には馬術などの教育も受けていた。普段は質素な生活だったが、クリスマス、復活祭、四旬節の時は肉や乳製品を食べることが許され、夏は家族と共にペテルゴフ宮殿で母方の祖父母クリスチャン9世、ルイーゼ王妃と過ごしていた。
しかし、1894年は父の体調不良のためペテルゴフ宮殿に行くことが出来ず、父は11月1日に崩御した。このため、長兄ニコライ2世が皇帝に即位し、ミハイルの幼少時代は終わりを迎えた。アレクサンドル3世の死後、母マリアはミハイルとオリガを連れてアニチコフ宮殿に戻った。

### 帝位継承権第一位

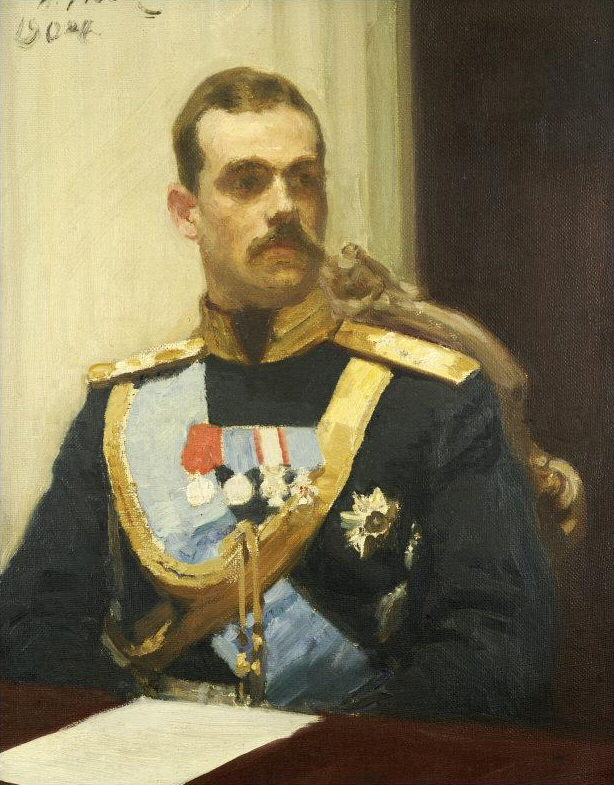
ミハイルを描いた絵画

ミハイルは他の皇族と同じくロシア帝国陸軍に入隊し、砲術学校を卒業した1897年に親衛騎砲隊に配属された。1899年に次兄ゲオルギー大公が急死すると帝位継承権第一位となったが、ツェサレーヴィチの称号は与えられなかった。これはニコライ2世には娘（オリガ皇女、タチアナ皇女、マリア皇女）しかおらず、後継者たる男子がいなかったための処置であり、1900年にアレクサンドラ皇后が妊娠した際には男子が生まれることを強く望んだ。この際、アレクサンドラは夫が急死した場合は摂政として胎児に代わり政務を執ることを提案したが、政府に反対されミハイルが決定通り帝位継承者と定められた。しかし、周囲の期待とは裏腹に、アレクサンドラが生んだのは女子（アナスタシア皇女）だった。
1901年にヴィクトリア女王が崩御した際にはロシア代表として国葬に参列してバス勲章を授与され、翌1902年のエドワード7世の戴冠式にも参列してガーター勲章を授与された。同年6月に騎兵中隊長に任命され、ガッチナに配属される。ミハイルは国内最大規模の砂糖精製工場を所有し、ポーランドに広大な領地を所有し経済的にも自立していた。
1904年8月12日、ニコライ2世に念願の男子（アレクセイ皇子）が誕生したことに伴い、帝位継承権第一位の座から退くことになった。帝位継承順位一位ではなくなったことにミハイル・アレクサンドロヴィチは喜び、コンスタンチン・コンスタンノヴィチ(ニコライ2世の父アレクサンドル3世の従兄)によると「ミーシャ(ミハイル)は自分がもはや帝位継承者でなくなったことを喜び、顔を輝かせていた。」とのことである。
しかし、ミハイルはニコライ2世が死去した際にはアレクサンドラと共に共同摂政を務める権利が認められた。

### 身分違いの恋

#### 相次ぐ悲恋

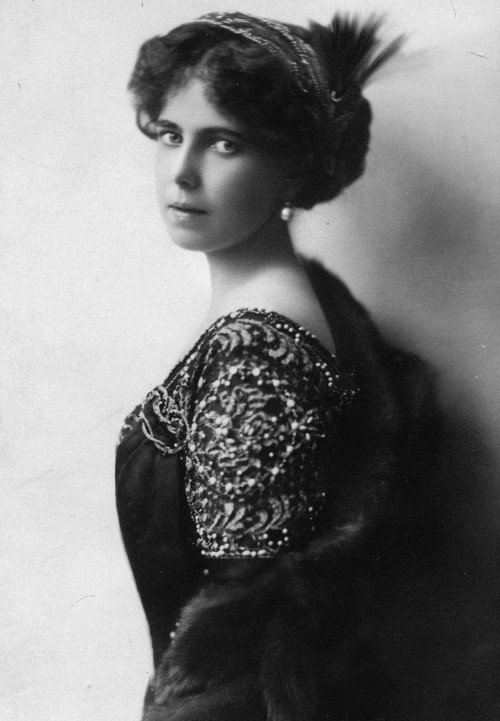
ベアトリス

1902年、ザクセン＝コーブルク＝ゴータ公国のベアトリス公女（ヴィクトリア女王の孫娘）と恋に落ちた。ミハイルは流暢な英語とフランス語を話し、互いに英語で文通を行った。二人は結婚の約束を交わしたが、ベアトリスの母がアレクサンドル3世の妹マリア大公女であったことから、原則としていとこ同士の結婚を認めていないロシア正教会の教会法によりニコライ2世の許可が得られず、この結婚話は立ち消えとなった。
ベアトリス公女との悲恋の後、ミハイルの周囲は妹オルガの女官を務め「ダイナ」の愛称で慕われていたアレクサンドラ・コッシコフスカヤ（1875年-1923年）との関係に注目を集めた。しかし、彼女の父ウラジーミル・コッシコフスキーは平民出身の弁護士であり、彼女との結婚は貴賤結婚に該当するため実現は難しかった。ミハイルの友人たちは結婚を諦め愛人の一人としてダイナと交際するように勧めたが、ミハイルはこれを拒否し、1906年7月にニコライ2世に手紙を送り結婚の許可を求めた。手紙を読んだニコライ2世と母マリアは衝撃を受け、ロシア皇室の法に従い貴賤結婚を認めようとせず、許可なく結婚した場合には軍人俸給の停止とロシアからの出国を禁止すると迫った。また、母マリアはミハイルがデンマークに出かけている9月中旬までにダイナを罷免し、宮廷から追い出した。
ミハイルが帰国した9月24日、イギリスの新聞は彼とパトリシア・オブ・コノートの婚約を報じたが、二人とも報道について「何も知らない」と発表し、バッキンガム宮殿も公式に報道を否定した。しかし、1908年10月にロンドンを訪問しパトリシアと会見した際には二人の「婚約」が発表された。この発表にはダイナとの結婚を阻止しようとする母マリアが関与していたと言われており、彼女に依頼されたロイター特派員ガイ・ベリンジャーが虚偽の報道を行ったとされる。ミハイルはダイナとの駆け落ちを計画したが、彼女はオフラーナの監視下に置かれていたため決行は不可能だった。家族からの圧力を受けたミハイルはダイナへの興味を失ったように周囲から見られていた。一方のダイナは自分がミハイルの正当な婚約者であることを信じていたが、二人の恋は実ることがなかった。

#### 貴賤結婚

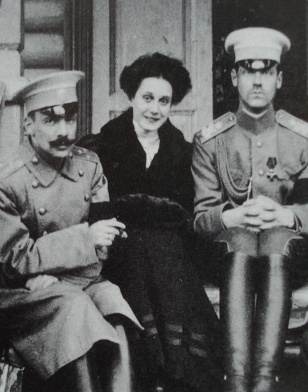
ミハイルとヴリフェルト夫妻

1907年12月、ミハイルは将校仲間の妻であるナターリア・ヴリフェルトと知り合い、1908年から友人関係を始めた。彼女もまた平民出身で、さらに離婚歴を持つ子持ちだった。二人は8月に交際を始め、1909年11月に彼女は二度目の離婚をし、以降はモスクワのアパートでミハイルの仕送りを受けながら暮らしていた。交際を知ったニコライ2世は二人を遠ざけるため、ミハイルをモスクワから遠いオーレルの第17軽騎兵チェルニゴフ連隊長に任命したが、彼はナターリアに会うため月に数回モスクワを訪れた。1910年7月にナターリアはミハイルの息子を生み、彼は死んだ次兄にちなみゲオルギーと名付けた。ミハイルは出生日を離婚前の日付にするように配慮し、ニコライ2世はゲオルギーに「ブラソフ」の姓を名乗らせるように命令した。
1911年5月、ニコライ2世はナターリアにモスクワから移動することと「ブラソヴァ」の姓を名乗ることを許可した。1912年5月、ミハイルは伯父フレゼリク8世の国葬に参列するためコペンハーゲンを訪問した。国葬を終えフランスで休暇を過ごしていたミハイルとナターリアは、オフラーナによってサンクトペテルブルクに連れ戻された。ミハイルはサンクトペテルブルクでナターリアと暮らし始めるが、彼女は貴族社会から疎外されたため、数カ月後に彼女をガッチナの別荘に移した。

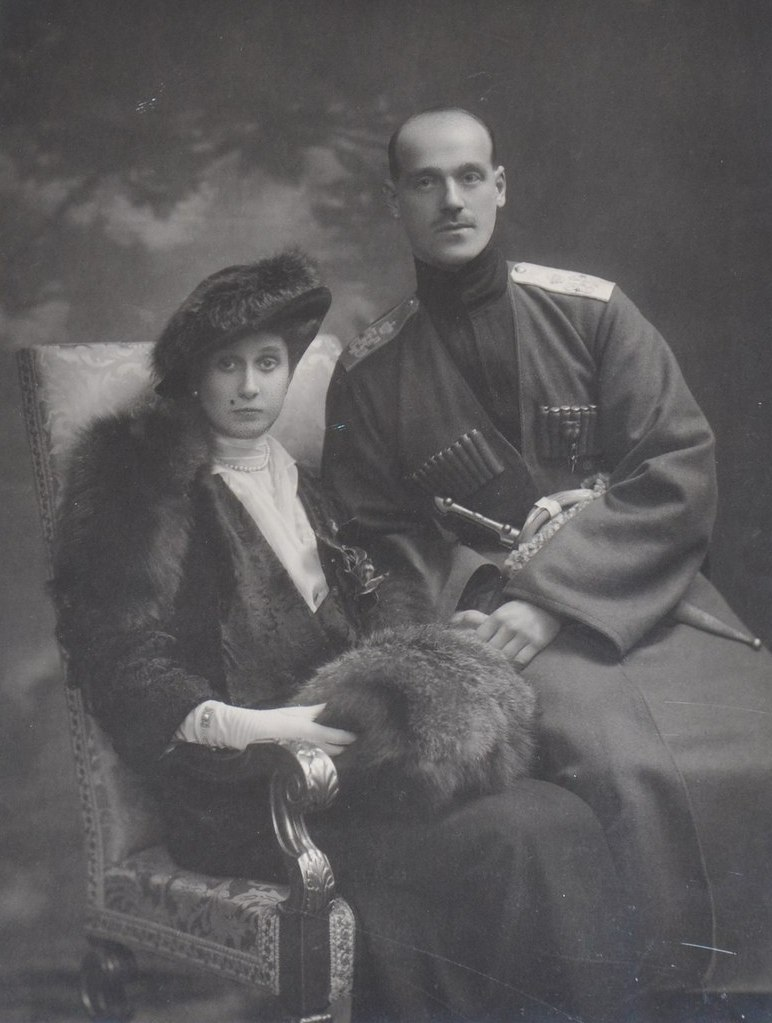
ミハイルとナターリア（1912年）

1912年9月、ミハイルとナターリアは海外に休暇に出かけるが、常にオフラーナの監視が同行していた。ベルリン滞在時に二人は突然カンヌにドライブに行くことを決め、監視には列車でカンヌに来るように指示した。オフラーナは事前に列車で同行するように指示を受けていたためミハイルの指示に従ったが、これはミハイルの意図したことだった。二人はカンヌに向かう途中でウィーンに立ち寄り、10月16日にセルビア正教会の聖サヴァ教会で結婚した。結婚にはナターリアの前々夫との娘が立ち合い、ミハイル夫妻はヴェネツィア、ミラノに立ち寄った後にカンヌに到着した。
二週間後、ミハイルはニコライ2世と母マリアに対し、結婚を報告する手紙を送った。ニコライ2世と母マリアはミハイルの報告にショックを受け、母は「あらゆる想像を絶する酷さ」と述べ、兄は「弟は彼女と結婚しないという誓いを破った」と激怒した。この頃、ニコライ2世の息子アレクセイは血友病が悪化して危険な状態となっており、ニコライ2世は万が一の場合にはミハイルに帝位を継承させるつもりだったため特に怒りを見せた。一方のミハイルも、アレクセイが死に再び帝位継承権第一位になり、ナターリアと結婚できなくなってしまうことを恐れていた。そのため、ミハイルはナターリアとの結婚を強行することで、再び帝位継承権第一位になることを阻止した。ニコライ2世の怒りは収まらず、1912年12月から1913年1月にかけて勅令を出し、ミハイルのロシアからの追放、国内資産の没収、摂政の権利を取り消すことを決定した。これに対し、貴族社会からはミハイルとナターリアに同情する声が挙がった。
追放から半年間、ミハイルとナターリアはフランス・スイスのホテルを転々として生活していた。同じ頃、姉クセニア大公女と従兄弟アンドレイ大公が二人の元を訪れた。その後、ミハイルはロンドン郊外のネブワース・ハウスを1年間賃貸している。ミハイルの資産は全て没収されていたため、生活費はニコライ2世からの送金に頼っていた。

### 第一次世界大戦

#### 軍務への復帰

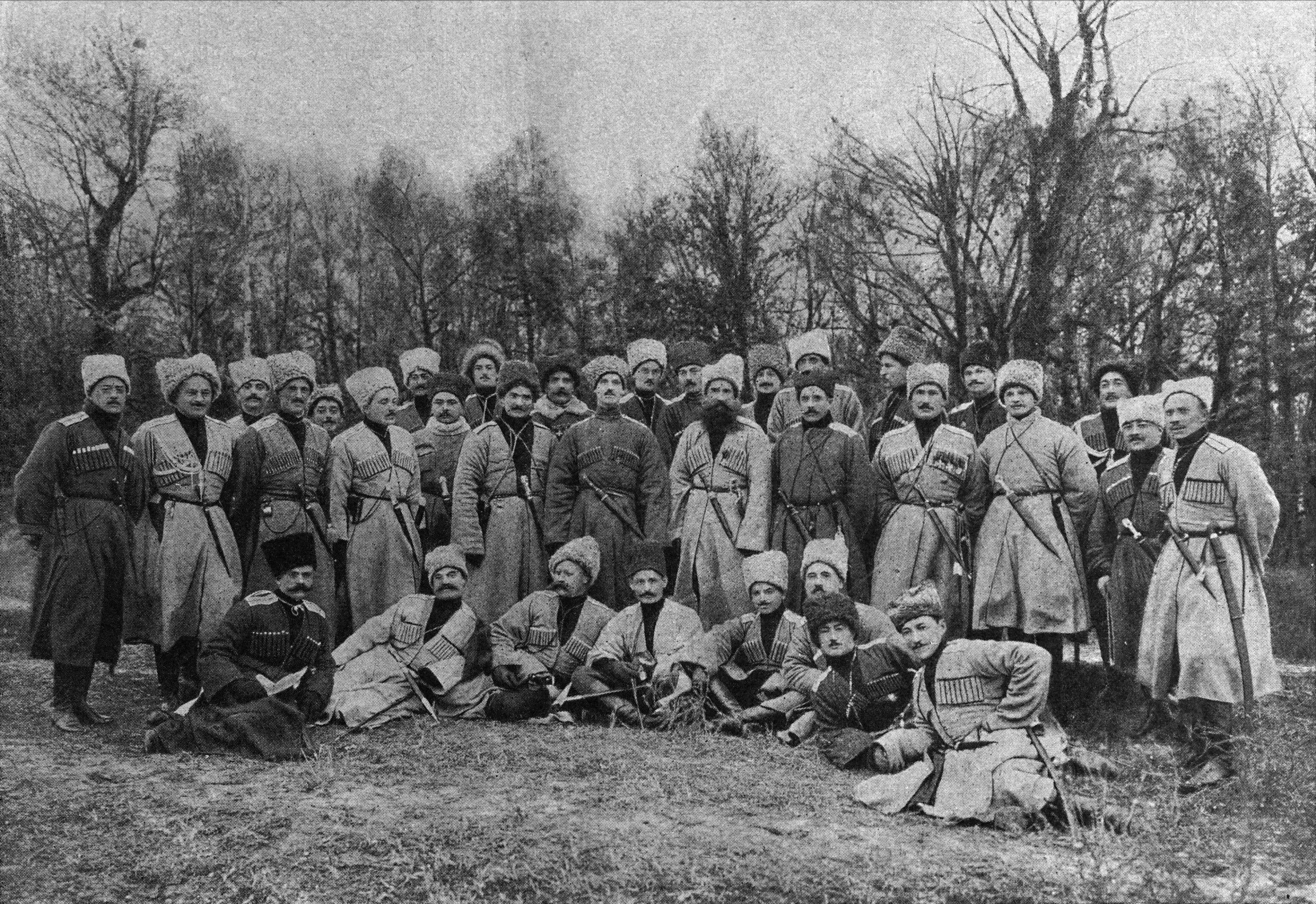
ミハイルとカフカーズ土着騎兵師団（1914年）

第一次世界大戦が勃発すると、ミハイルはニコライ2世に対し、「ロシアに戻り軍務に復帰したい」と手紙を送った。ニコライ2世は希望を受け入れ、ミハイルはノルウェー・スウェーデン・フィンランド大公国を経由してペトログラード（サンクトペテルブルクから改名）に戻った。ミハイルはサセックスに新たに土地を購入し、以前に契約した邸宅の賃貸期間終了と同時にサセックスで暮らすことを考えていた。そのため、調度品などをサセックスの邸宅に移し、以前の邸宅はイギリス軍に提供した。ナターリアがロマノフ家の宮殿に住むことを許されていなかったため、ミハイルはガッチナの別荘で暮らすことにした。
軍に復帰したミハイルは少将に昇進し、北カフカーズの6つの民族から編成されたカフカーズ土着騎兵師団（別名「野生師団」）の師団長に任命された。師団は志願兵のみで編成され強力な戦闘力を発揮したが、異なる民族の集団のため統制を執ることが難しかった。ミハイルは部隊を的確に統率し、1915年1月14日から15日にかけてカルパチア山脈での戦闘に勝利し、四等聖ゲオルギー勲章を授与された。同時期、ミハイルは「息子ゲオルギーを認知し、自分が死んだ際には財産を譲りたい」という請願をニコライ2世に対して行った。ニコライ2世はミハイルの戦時中の武勲により、3月26日の勅令でゲオルギーを伯爵に叙し、ナターリヤにも「伯爵夫人」の称号を与えた。

#### 戦争の長期化

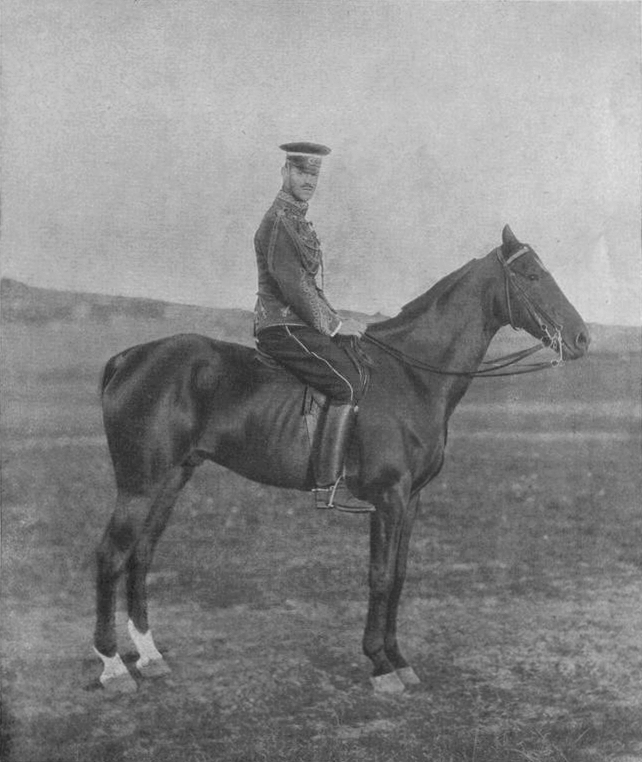
軍務中のミハイル

1915年6月、ミハイルの部隊は劣勢に立たされ戦線を後退し、同月に死去したコンスタンチン大公の葬儀に参列出来なかった。ミハイルはこれを後悔したが、ナターリアは「葬儀のために軍務を放棄する方が間違っている」と夫を慰めた。7月にジフテリアに感染するが、間もなく回復している。
戦況悪化を受け、8月にニコライ2世が全軍総司令官に就任し親征を始めるが、この動きは将軍たちからは歓迎されなかった。10月、ミハイルはようやくニコライ2世から資産を返却され、1916年2月には第2騎兵師団長に任命された。同年7月に中将に昇進するが、他の大公たちと異なり皇帝の侍従武官に任命されないなど不当な扱いを受けた。夏にはブルシーロフ攻勢が行われたが、ロシア軍はパーヴェル大公の無策により甚大な被害を被った。対照的にミハイルの部隊は彼の指揮下で戦功を挙げ、二等聖ウラジーミル勲章を授与されると同時に皇帝の侍従武官に任命された。しかし、戦争の長期化はミハイルとナターリアの会う時間を奪った。同年10月、ミハイルは胃潰瘍を患い、クリミアで休暇を取るように命じられた。

#### ロマノフ朝への不満の高まり
ミハイルはヤルタから妹クセニアに、ニコライ2世へ以下の警告文を託している。

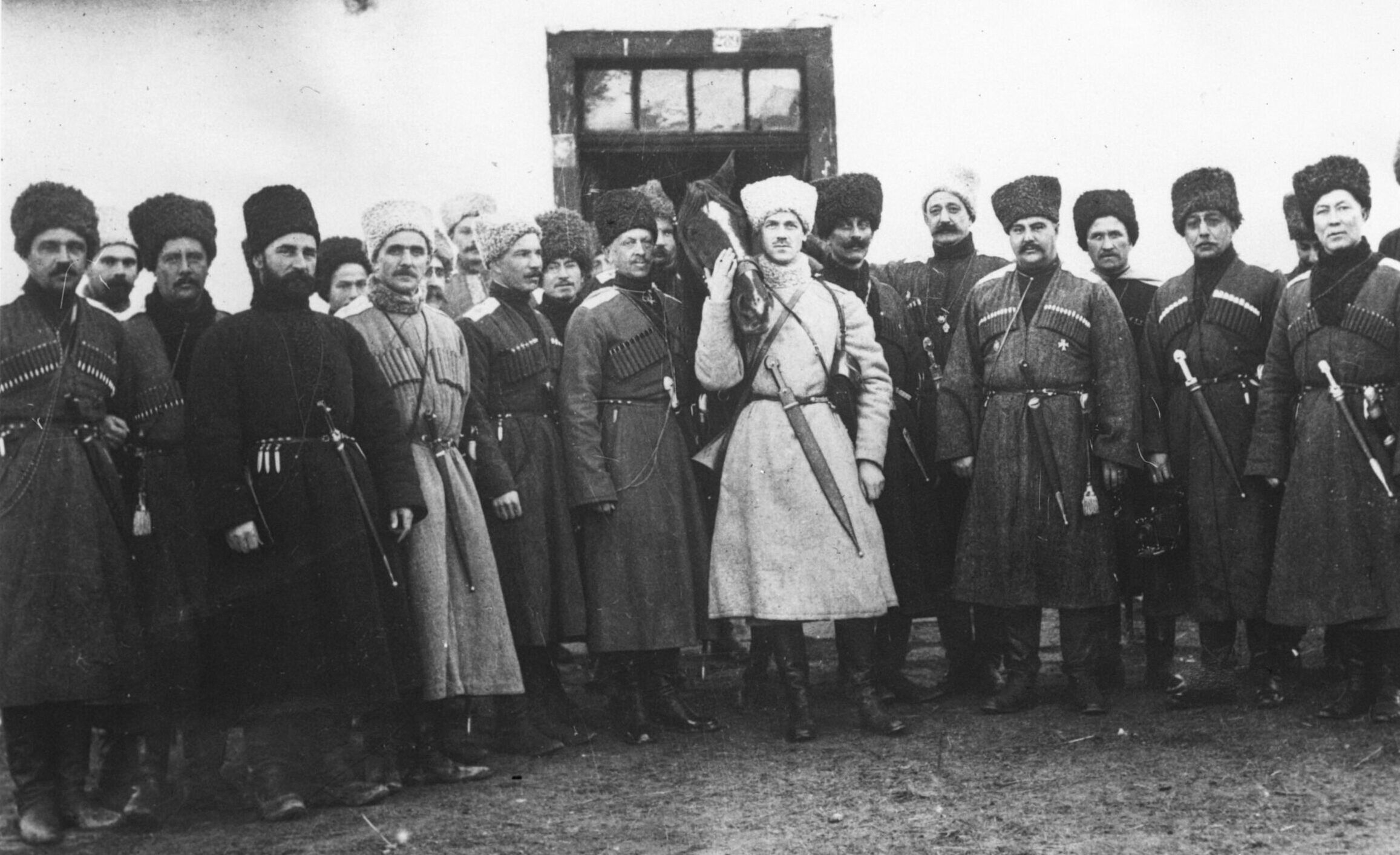
ミハイルと第2騎兵師団（1915年）

ミハイルはアレクサンドル大公、ニコライ大公、ゲオルギー大公、ドミトリー大公、エリザヴェータ大公妃ら皇族たちと同様に、人々の不満の原因はドイツ出身のアレクサンドラを洗脳して国政を動かすグリゴリー・ラスプーチンにあると考えていた。ミハイルたちはラスプーチンの排除を訴えるが、皇帝夫妻は聞く耳を持たず、ラスプーチンは1916年12月にフェリックス・ユスポフとドミトリー大公によって暗殺された。ミハイルは家族と過ごしていた時にラスプーチン暗殺の報告を受けた。フランス大使によると、12月28日にはアレクサンドラ暗殺に失敗した者が逮捕され、翌日絞首刑に処されたという。ニコライ2世はドゥーマとの対決姿勢を強め、人々は皇帝夫妻の醜聞を流すことを止めようとしなかった。
1917年1月にミハイルは前線に復帰し、同月29日には騎兵総監に任命されガッチナに駐留した。この頃、アレクセイ・ブルシーロフが「即時かつ抜本的な部隊の改革」をニコライ2世に求めるようにミハイルに請願したが、「私は既に皇帝への影響力を持ってはいない」と返答している。

### ロシア革命

#### 革命の勃発

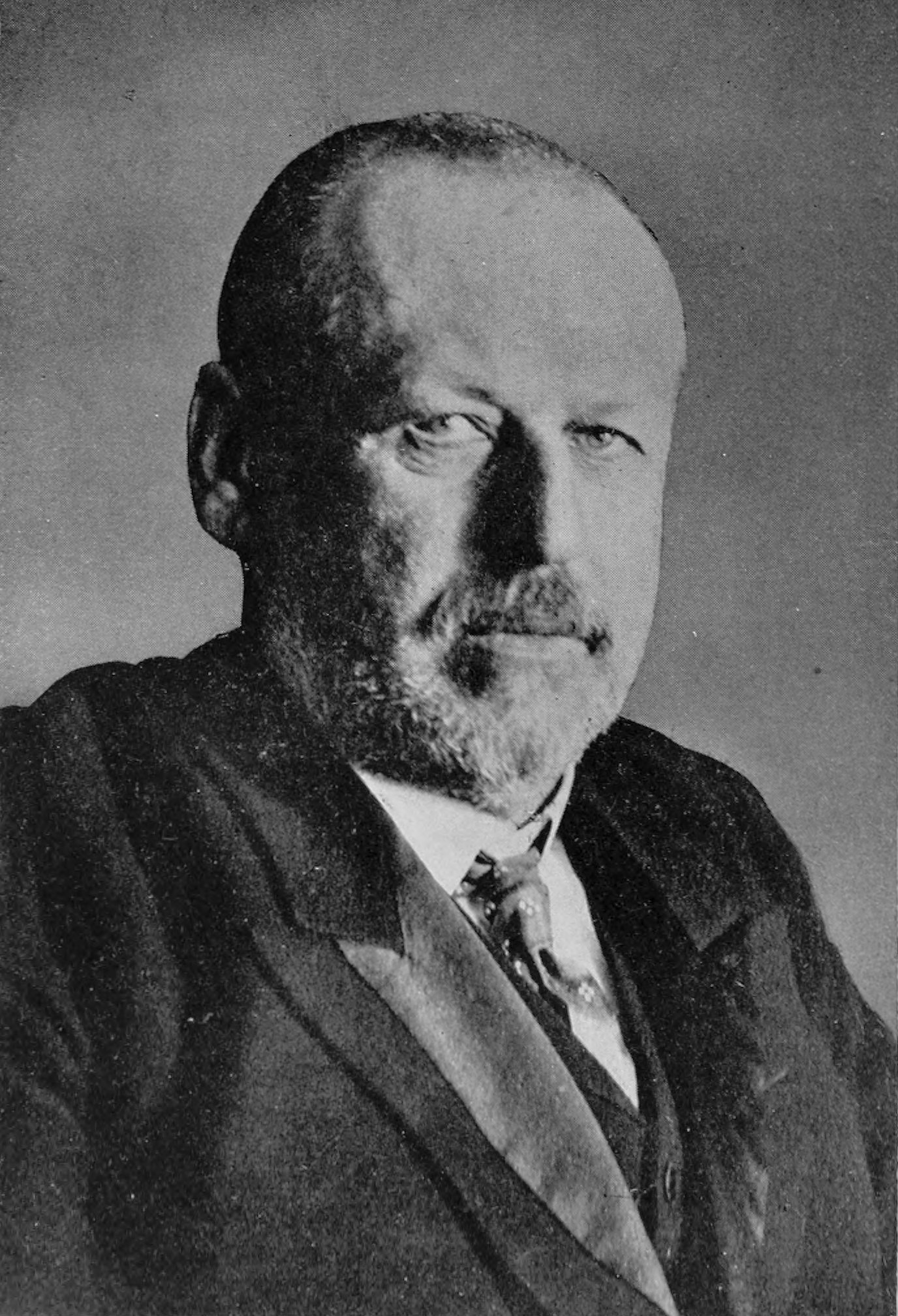
ミハイル・ロジャンコ

1917年2月23日、二月革命が勃発すると、ミハイルはアレクサンドル大公、ドゥーマ議長ミハイル・ロジャンコと共にニコライ2世に新内閣の発足を求めた。暴動は激化し、27日にはロシア軍の一部が暴動に加わる事態となった。これに対し、ニコライ2世はドゥーマを解散させたが、議員たちはこれに反発してロシア国会臨時委員会を樹立した。ミハイルはマリインスキー宮殿でロジャンコと会談した後、ニコライ2世にニコライ・ゴリツィン内閣の罷免と臨時委員会の承認を求めた。彼の意見はミハイル・アレクセーエフやスタフカの参謀たちに支持されたが、ニコライ2世は提案を拒否し、ロシア軍に暴動を鎮圧するように命令した。
ミハイルは直ちにロジャンコに会うためガッチナに戻ろうとしたが、革命派に道を阻まれてしまう。革命派は体制派の人間を次々に拘束し、道を封鎖していた。ミハイルは安全性の高い冬宮殿に向かい、そこから海軍本部と連絡を取った。ペトログラードに戻ったミハイルは、プチャーチン侯爵家のアパートに避難した。隣のアパートでは侍従のニコライ・ストルイピンと聖務会院の司祭が革命派に拘束され、さらに隣のアパートではスターケルベルク男爵が暴徒に殺害されていた。3月1日にロジャンコの派遣した警備隊がプチャーチン侯爵家のアパートに到着し、ミハイルはロジャンコとパーヴェル大公が作成した立憲君主制草案に署名した。しかし、新たに発足したペトログラード・ソヴィエトは草案を拒否し、人々は帝政の廃止を要求した。

#### ロマノフ朝の崩壊
1917年3月2日、ニコライ2世はドゥーマや将軍たちの圧力を受け、アレクセイを新皇帝、ミハイルを摂政とすることを決め退位宣言書に署名した。しかし、夜になってニコライ2世は新皇帝について再考した。彼はアレクセイが新皇帝に即位した場合、夫妻の元から隔離されることを恐れていた。ニコライ2世はそのため、帝位継承権第二位のミハイルに帝位を譲ることを決め、以下の新たな宣言を布告した。
3月3日早朝、各都市で「皇帝ミハイル2世」の即位が宣言されたが、人々からは歓迎されなかった。ロシア軍の一部からは新皇帝への忠誠を誓う声が挙がったが、大半の人々はこの動きに無関心だった。また、臨時委員会に代わり樹立されたロシア臨時政府もミハイルの即位を拒否した。ミハイルはこれらの動きを一切知らされておらず、臨時政府の代表団がプチャーチン侯爵家のアパートを訪れた際に初めて事態を知った。同日午前、ミハイルはロジャンコ、ゲオルギー・リヴォフ、パーヴェル・ミリュコーフ、アレクサンドル・ケレンスキーと会談し、昼食後には新しい政策の草案を作るためノリデ男爵とウラジーミル・ナボコフが訪問した。討議の末に新しい草案が完成したが、その際にミハイルは明確に帝位の継承を拒否した。
ケレンスキーの助言者だったフランス大使モーリス・パレオローグは、ミハイルの宣言を「高貴で愛国的」と称賛したが、ニコライ2世は「制憲議会に首を垂れた」と非難し、「ゴミのような宣言」と吐き捨てた。多くの君主主義者は選挙後にミハイルが即位することを期待していたが、これによりロマノフ朝は名実ともに崩壊した。また、既に臨時政府に代わってペトログラード・ソヴィエトが勢力を拡大させていた。

#### 二度目の革命

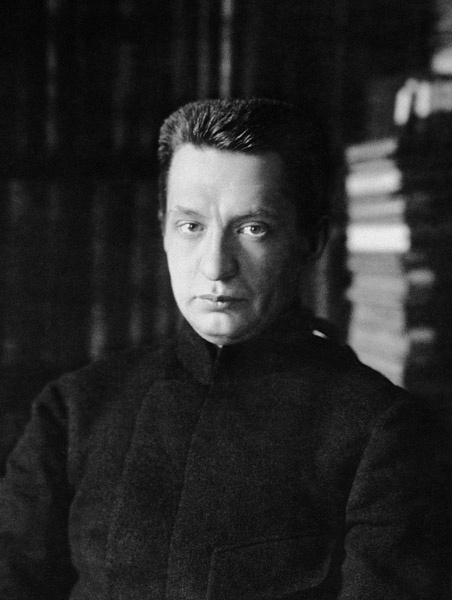
アレクサンドル・ケレンスキー

ミハイルはガッチナに戻るが、以降は行動の自由を制限され、4月5日に陸軍から除隊させられた。7月21日、リヴォフに代わり、ケレンスキーが臨時政府首相に就任した。8月、ケレンスキーはニコライ2世一家を「ペトログラードでは人々の注目を集め過ぎる。人気のない場所に隔離するべき」としてトボリスクに追放した。ニコライ2世一家がトボリスクに出発する前日、ミハイルは兄との面会を求め、ケレンスキーは自身が同席することを条件に面会を許可した。ケレンスキーは面会の様子について、「二人は非常によそよそしい態度で会話を交わし、別れの間際に互いの軍服のボタンを相手に渡した」と記している。ミハイルがニコライ2世一家と会うのは、これが最後となった。
8月21日には、ナターリアと暮らしていたニコラエフ通りの別荘が警備隊に包囲された。ミハイルは、1912年12月以来秘書を務めているニコラス・ジョンソンと共に軟禁下に置かれ、一週間後にペトログラードのアパートに移された。しかし、ミハイルの胃の病状が悪化したため、イギリス大使ジョージ・ブキャナンが臨時政府外務大臣ミハイル・テレシチェンコに掛け合い、ミハイルは9月にガッチナに戻された。テレシチェンコはブキャナンに対し、「イギリスが希望するならニコライ2世一家やミハイルの亡命を認める」と提案した。しかし、イギリスはロマノフ家を受け入れた際に反王政運動が発生することを危惧して、提案を拒否した。

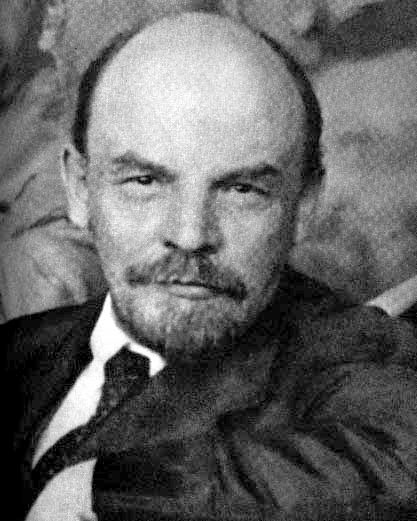
ウラジーミル・レーニン

9月1日、ケレンスキーは国号を「ロシア共和国」に改めた。ミハイルはこの日の日記に「今日起きると、ロシアの共和制が宣言されたことを聞かされた。正義や秩序が保たれるならば、政府がどのような形であっても問題はないだろう」と記している。二週間後にミハイルの軟禁が解除されるが、翌10月に十月革命が発生し、ケレンスキーに代わりボリシェヴィキが政権を掌握した。ミハイルは元同僚でペトログラード警備隊司令官だったピョートル・ポロトソフと連絡を取り、家族を連れてフィンランドに脱出することを計画した。ミハイルは脱出の準備を進めるが、ボリシェヴィキの同調者に計画が露見して再び軟禁状態に置かれ、彼の自動車も没収された。
11月に軟禁が解かれ、1918年1月に制憲議会が発足した。ボリシェヴィキは議会の少数派だったが要職を独占して主導権を握り、3月3日に中央同盟国との間にブレスト＝リトフスク条約を締結した。4日後の3月7日、ミハイルとジョンソンはペトログラード・チェーカー長官モイセイ・ウリツキーの命令で逮捕され、ペトログラード・チェーカー本部のスモーリヌイ学院に投獄される。

### 最期

#### 亡命計画

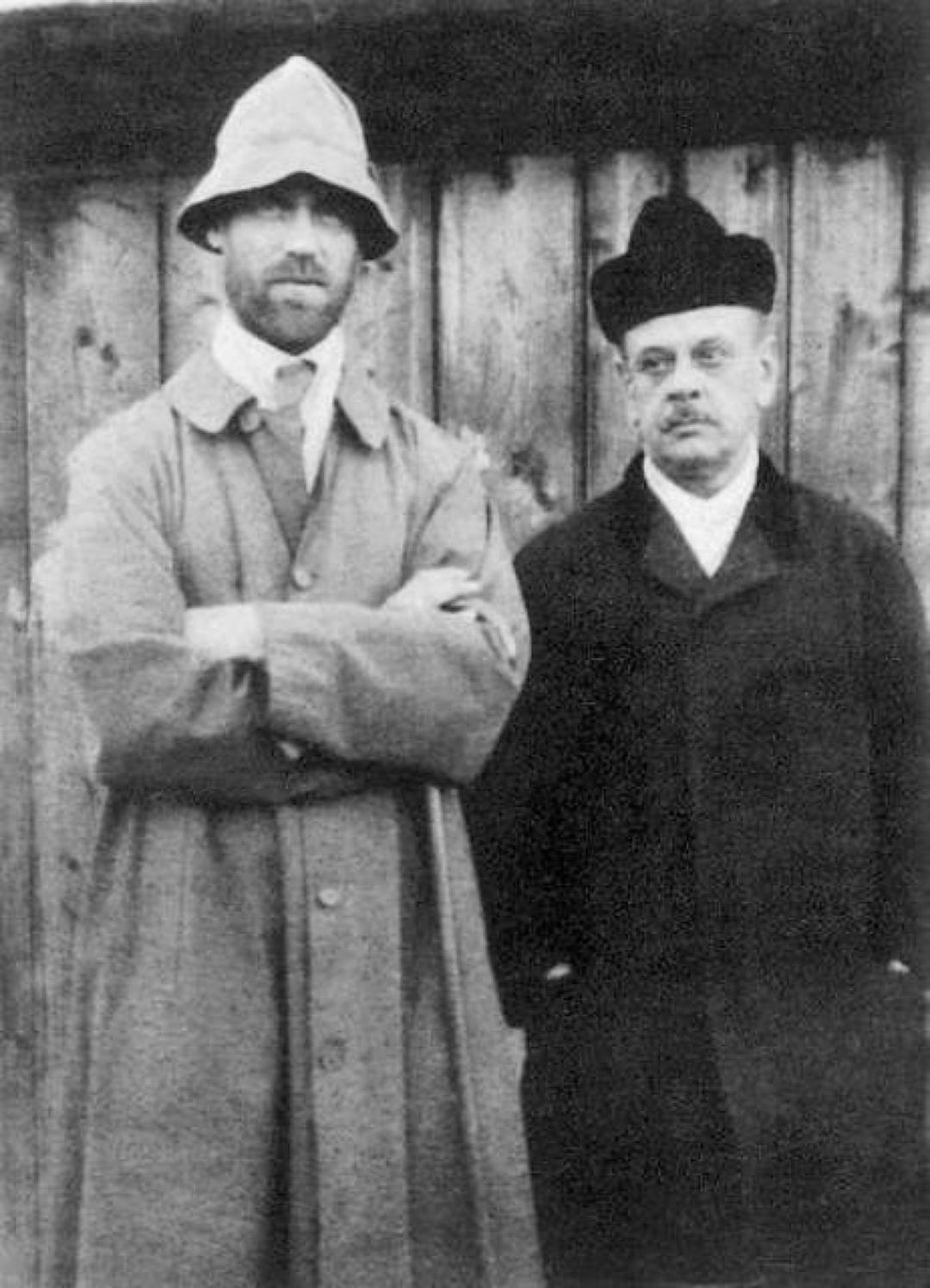
ペルミでのミハイルとジョンソン（1918年）

3月11日、ミハイルとジョンソンはウラジーミル・レーニンの指示でペルミに追放される。二人は窓を外された暖房のない貨物列車に乗せられ、8日間かけてペルミに移送された。当初はホテルの一室に監禁されたが、2日後に現地のチェーカーによって投獄された。ナターリアはペトログラードで人民委員にミハイルの釈放を訴え、4月9日にペルミでの行動の自由を認めさせた。これにより、ミハイルはジョンソン、従者ワシーリー・チェリュシェフ、運転手ボルノフと共に最高級ホテルのスイートルームに移された。また、ナターリアはゲオルギーを守るため、3月中にゲオルギーの乳母やデンマークの外交官と接触し、ロシアからの脱出の準備を進めた。5月、ナターリアは自身とミハイルの旅行許可証を取得した。彼女は友人のプチャーチン侯爵、マルガリータ・アバカノヴィチと共にペルミに向かい、夫と再会して一週間同地で過ごした。
同じ頃、ブレスト＝リトフスク条約に基き、捕虜のオーストリア＝ハンガリー帝国への移送が開始された。また、チェコスロバキアの独立運動に加わるため、チェコ軍団もアメリカ合衆国経由の海路を経て西部戦線に参加しようとウラジオストクに向かっていた。しかし、停戦後もドイツ軍とチェコ軍団との戦闘は続き、チェコ軍団がペルミに向かう中でシベリア鉄道沿線を掌握したため、ドイツはボリシェヴィキ政権に対してチェコ軍団の武装解除を要求するなど情勢は不安定なものとなっていた。ミハイルとナターリアは、チェコ軍団の接近によってペルミに閉じ込められることを危惧し、5月18日にナターリアはペルミを離れた。6月に入ると、再びミハイルの胃の病状が悪化した。

#### 処刑

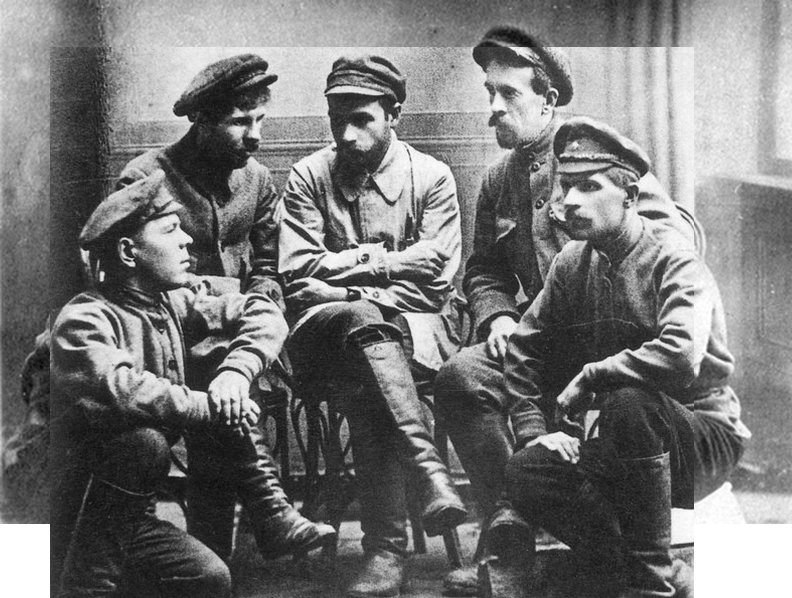
ミャスニコフと処刑隊

6月12日、現地チェーカー指揮官ガブリール・ミャスニコフはミハイルの処刑を命令した。ミャスニコフは自身と同様に帝政時代に囚人だったメンバー4人（ワシーリー・イワンチェンコ、イワン・コルパシュチコフ、アンドレイ・マルコフ、ニコライ・ズーズコフ）を集め処刑隊を編成した。午後11時45分、処刑隊は偽造通行証を使いミハイルのいるホテルに侵入した。当初、ミハイルは現地チェーカー長官パーヴェル・マルコフと会談し、病気を理由にホテルの外に出ることを拒否したが、抵抗が無意味と知り、服を着てホテルを出た。ジョンソンが同行を申し出たため、処刑隊は二人を馬車に乗せ郊外の森に向かった。ミハイルが行き先を尋ねると、処刑隊は「列車に乗るため踏切に向かっている」と返答したという。
6月13日早朝、森の中で馬車を下ろされた二人は処刑隊に銃撃された。しかし、処刑隊が所持していた銃は自前の粗悪銃だったため、弾詰まりを起こした。この時点でミハイルが負傷したかは不明だが、彼は頭部を撃たれたジョンソンに両腕を広げて歩み寄り、間もなく射殺された。ズーズコフとマルコフは、「自分が致命傷を与えた」と主張し、ジョンソンはイワンチェンコが射殺したという。遺体は服を全て脱がされ硫酸をかけられた後に灰になるまで焼かれた。服は処刑の証拠としてミャスニコフに引き渡された後に焼却された。ウラル・ソヴィエト議長アレクサンドル・ベロボロドフは処刑を追認し、間もなくレーニンも処刑を追認した。ミハイルはボリシェヴィキ政権による最初の皇族虐殺の犠牲者となり、この後ニコライ2世一家を含む多くの皇族が虐殺されていった。二人の遺体は現在も見つかっていない。

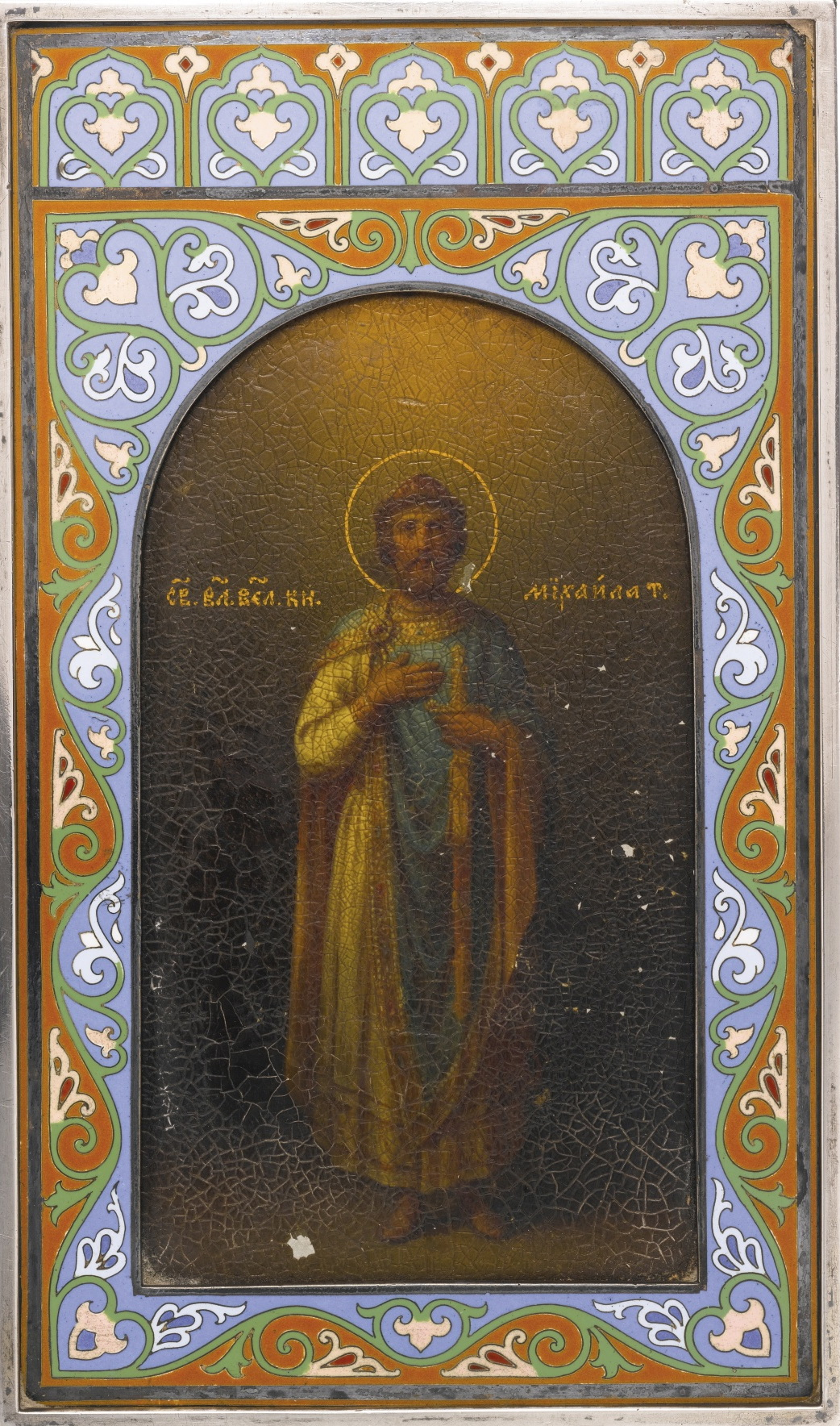
ミハイルのイコン

二人の処刑後、ボリシェヴィキ政権は「帝政に反感を抱く労働者の集団による犯行」と発表した。ボリシェヴィキ政権の偽情報は、白軍に「ミハイルは国外に脱出した」という誤った認識を与えた。チェリュシェフとボルノフも間もなく逮捕され、ペルミに監禁されていた旧帝国陸軍のピョートル・ズナメロフスキー大佐は、ミハイルが行方不明になったことをナターリアに電報で伝えた。電報を送った後、ズナメロフスキーはチェリュシェフ、ボルノフと共に処刑された。
ナターリアは当初の亡命計画を断念し、子供たちを連れてウクライナ国・キエフに向かいドイツ軍の保護を受け脱出した。しかし、ドイツ革命によってドイツ帝国が崩壊したため、ナターリアはイギリス海軍の保護を受けイギリスに脱出した。彼女は1952年にパリの病院で無一文の状態で死去した。息子ゲオルギーは1931年にフランスのサンスで交通事故を起こし、20歳で死去した。ゲオルギーの死でアレクサンドル3世の男系子孫は絶えることになる。義理の娘ナターリア・マモントヴァは生涯で三度結婚を経験し、1940年に回顧録を出版した。
ミハイルの死から91年経った2009年6月8日、ロシア当局は「不当な逮捕によって弾圧を受けた」として、ミハイルとジョンソンの名誉回復を発表した。

## 人物

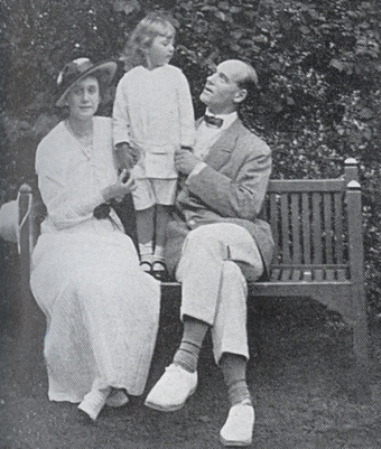
ミハイル夫妻と息子ゲオルギー

ミハイルは物静かで目立たず、気立ての良い人物として周囲から見られていた。また、ミハイルは軍務に専念して政治的発言をしなかったため、イギリス領事ブルース・ロックハートは、「彼なら優れた立憲君主になっただろう」と評価していた。
ミハイル・アレクサンドロヴィチは家族・親類などからは「ミーシャ」もしくは「寝坊助」と呼ばれていた。「寝坊助」の由来は自動車の運転中に居眠りをする癖があったためである。
ミハイルはニコライ2世や他の皇族よりも、兵士からの信頼が厚い司令官だった。ブルシーロフは回顧録の中で、「ミハイルは陰謀に加担せず、醜聞の類を敬遠し、兵士に対して優れたリーダーシップと良心を持つ指揮官だった」と評価している。
アメリカの従軍記者スタンリー・ウォッシュバーンによると、ミハイルは戦場では肩章のない簡素な軍服を着用し、貧しい村での生活を過ごしていたという。ナターリアは、夫がロシアのために過酷な前線勤務の中で、派手な装飾や軍服を身に付けることを避けていることを知り驚いたという。
第一次世界大戦中、ラスプーチンの友人のブラトリュボフという陸軍の技師が「戦況を一変させる火炎放射器を開発した」とニコライ2世に報告し、兄の命令でミハイルは開発費用を支払うように指示した。しかし、報告が虚偽であることが発覚してブラトリュボフは逮捕されたが、ラスプーチンの嘆願により釈放された。ミハイルは騙されやすい性格だったらしく、ナターリアの友人はミハイルについて「ナターリアが常に見守っていなければ、ミハイルは様々な場面で騙されていただろう」と述べている。